# 枣园站 (北京市)
枣园站是一个位于中国北京市大兴区黄村地区清源街道兴华大街、枣园路交叉口，属于北京地铁大兴线的地铁车站，2010年12月30日随地铁大兴线开通。

## 位置
枣园站位于兴华大街同枣园路的交汇处。

## 结构

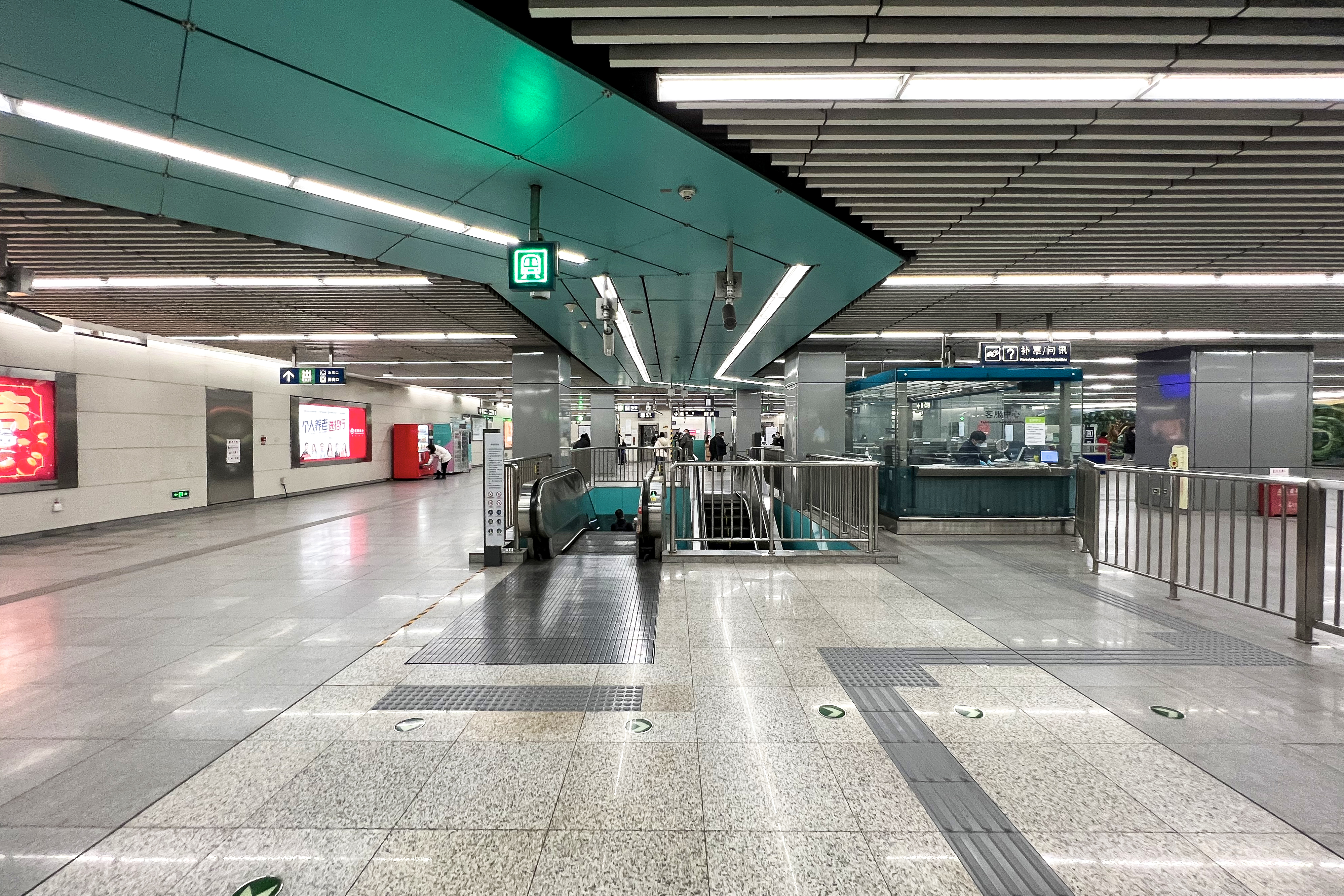
大堂（2023年2月摄）

该站为地下车站，岛式站台设计。设有4个出入口：A（西北）、B（东北）、C（东南）、D（西南）。站台层有景泰蓝风格装饰。
| 地面层          | 地面                       | A-D出入口                               |
| 地下一层 站厅层 | 站厅                       | 客务中心、自动售票机、进出站闸机        |
| 地下二层 站台层 |                            | █ 大兴线往安河桥北（4号线）（高米店南） |
| 地下二层 站台层 | 岛式站台，左側開门         |                                         |
| 地下二层 站台层 | █ 大兴线往天宫院（清源路） |                                         |

## 出入口
|                       |                  |                  |      |            |
| 编号                  | 指示             | 建议前往的目的地 | 照片 | 无障碍设施 |
| 出口 · A              | 兴华大街，枣园路 |                  |      | 不適用     |
| 出口 · B              | 兴华大街，枣园路 |                  |      | 不適用     |
| 出口 · C · 升降机标志 | 兴华大街，枣园路 |                  |      |            |
| 出口 · D              | 兴华大街，枣园路 |                  |      | 不適用     |
| 註： 設有             |                  |                  |      |            |